# Stefan Persson (bandyspelare)
Stefan Persson, född 26 oktober 1974 i Sundsvall, är en svensk före detta bandyspelare och bandyledare.  
Stefan Persson spelade merparten av sin karriär för Hammarby IF Bandy där han spelade i A-laget åren 1997-2008. Säsongen 2008/2009 var Persson assisterande tränare i Hammarby Bandy då laget vann sitt första SM-guld. 
Innan Persson flyttade till Stockholm och Hammarby representerade  moderklubben Selånger SK. I junioråldern dubblerade Persson med fotboll och spel med IFK Sundsvall och gjorde flera pojklandslagskamper i båda sporterna. Som 16-åring var Persson med och vann SM-guld för 16-åringar med Selånger. Stefan Persson är son till Göran "Bam-Bam" Persson, även han tidigare bandyspelare med Selånger SK och fotbollsspelare med IFK Sundsvall.